# Ghetoul Reghin
Ghetoul Reghin a fost un ghetou nazist aflat în Sfântu Gheorghe, sub administrația Ungariei fasciste, activ în primăvara anului 1944. Pe data de 4 iunie, un tren în care se aflau 3,149 de evrei a fost ajuns la Auschwitz, unde majoritatea evreilor au fost uciși.